# Tulpenvaas

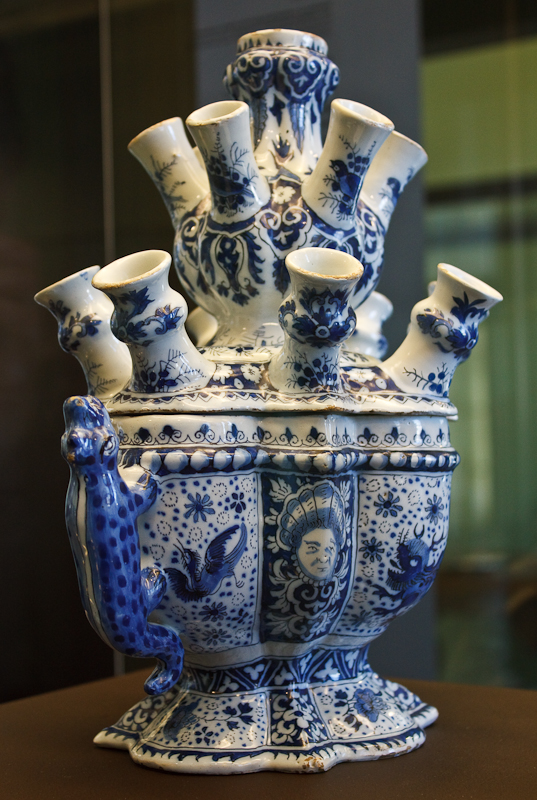
Vaas van Delfts aardewerk in Museum Boijmans Van Beuningen, Rotterdam (1700-1800)

Een tulpenvaas (ook bloempiramide of bloemhouder) is een vaas die gemaakt is om snijbloemen en in het bijzonder tulpen in te zetten, maar dient vooral als decorstuk. In de 17e eeuw kwamen de (keramische) tulpenvazen uit Delft en waren met een Delfts blauw of Chinees decor versierd. Tulpenvazen zijn in China nagemaakt en door de Vereenigde Oostindische Compagnie geïmporteerd. Met name de tulpenvazen uit de 17de en 18de eeuw worden ook wel bloempiramides of bloemhouders genoemd.

## Geschiedenis
Men denkt vaak dat de eerste tulpenvazen werden gemaakt, toen tulpen een statussymbool waren en bijna onbetaalbaar waren, ten tijde van de tulpenmanie, maar tulpenvazen dateren uit de tijd van Koning-stadhouder Willem III en zijn vrouw Mary Stuart. Toen werden de eerste bloemehouders met tuiten gemaakt, mogelijk omdat Mary Stuart de mode lanceerde om verse bloemen in huis te halen. De Engelse prinses liet bij plateelbakkerij De Grieksche A in Delft verschillende vazen maken naar ontwerp van Daniël Marot.
Tot haar dood bleef Mary Stuart vazen in Delft bestellen, waar toen ongeveer 900 porseleinbakkers in ongeveer dertig plateelbakkerijen werkten. Al snel na haar overlijden raakten de tulpenvazen weer uit de mode.

## Modellen
Grote exemplaren bestonden uit stapelbare elementen of verdiepingen, waarvan het totaal soms ruim anderhalve meter hoog was. Op iedere verdieping kunnen rondom enkele bloemen in de vaas gestoken worden, steeds in een apart tuitje. De vorm van sommige tulpenvazen is pagode-achtig en lijkt te zijn geïnspireerd op de Porseleinen toren van Nanking. Andere tulpenvazen lijken meer op obelisken.
De modellen kunnen rond, vierkant of ovaal zijn. De vaas kan uit één stuk bestaan of uit verschillende, stapelbare delen. Er zijn ook beeldjes bekend met één of meerdere tuitjes
In 2005 kocht het Rijksmuseum twee vierkante tulpenvazen aan uit het einde van de 17de eeuw. De vazen bestaan ieder uit tien elementen en zijn bijna 160 cm hoog. Voor zover bekend heeft het Victoria and Albert Museum het enige andere bewaard gebleven stel grote bloempiramides.

## Exposities
In 1994 heeft het Frans Hals Museum de expositie 'Tulpomania binnen buiten' georganiseerd om het feit te memoreren dat de eerste tulp in Nederland 400 jaar eerder in de Hortus Botanicus in Leiden bloeide.
In het Gemeentemuseum Den Haag is in 2007 een verzameling van ruim 180 exemplaren tentoongesteld. In het Zuiderzeemuseum in Enkhuizen was in 2009 een expositie van oude en moderne tulpenvazen.

## Moderne varianten
Kunstenaars die moderne tulpenvazen maken zijn onder meer Jurgen Bey, Hella Jongerius, Alexander van Slobbe en Jan van der Vaart. Hoewel de inspiratie van de oude tulpenvazen komt, is het veelal niet de bedoeling de kunstwerken als vaas te gebruiken.

### Bouwpakket
Het eerste model dat Mary Stuart liet maken was een piramidevormige vaas met vijf verdiepingen, In alle hoeken was een tuitje waarin een tulp kon worden gestoken. Dit model is nagemaakt als bouwpakket. De vaas is daarbij gemaakt van polypropyleen en kan met water gevuld worden. De hoogte is 42 cm.

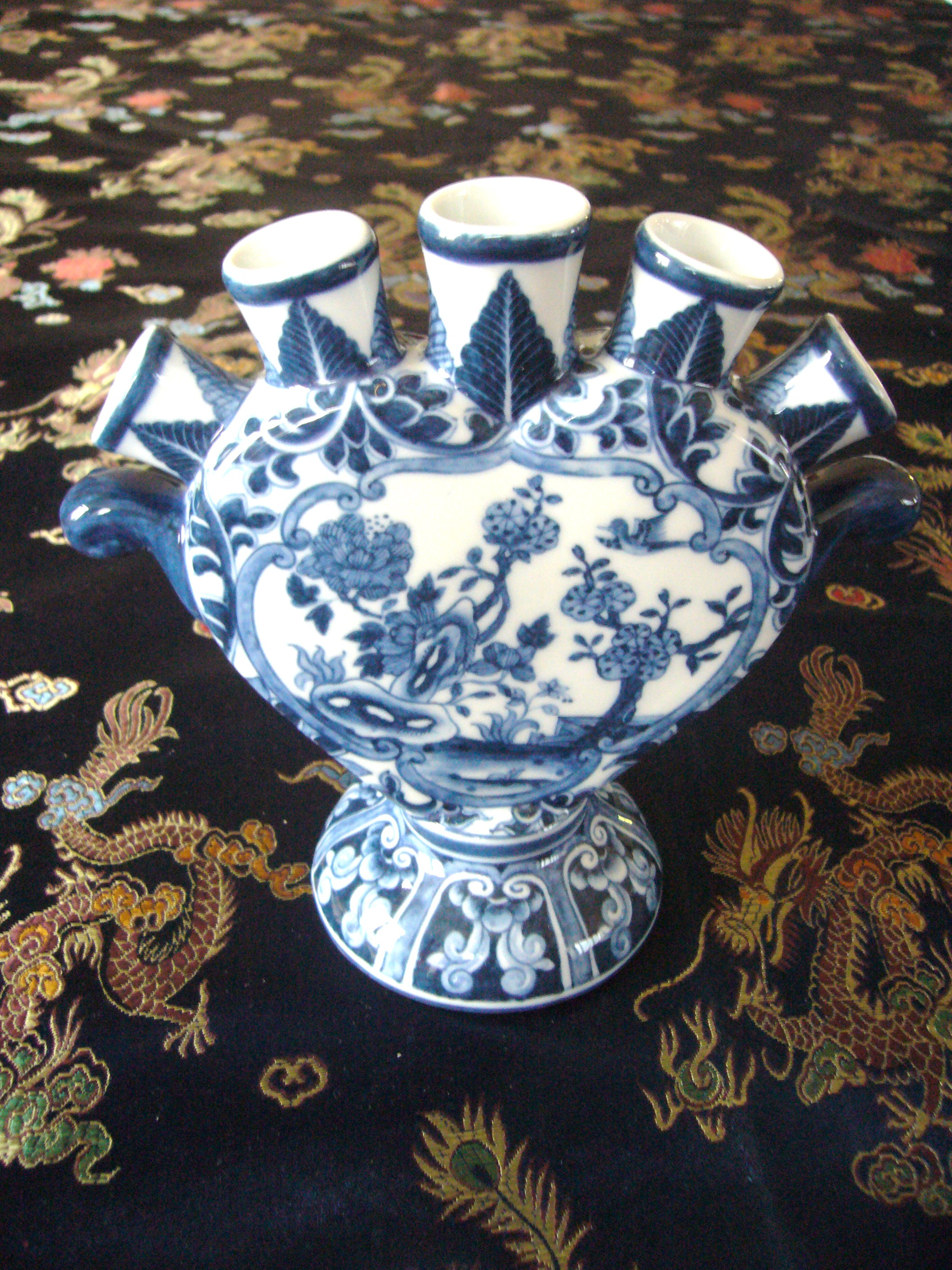
Quintet, waaiervormig 20ste eeuw